# Dennis Kernen
Dennis Karl Klaus Kernen, född 28 juli 2000, är en svensk kanotist. Han tävlar för Nyköpings KK.

## Karriär
Kernen är uppväxt i Katrineholm och flyttade som 15-åring till Nyköping för att studera på kanotgymnasiet. Han tog guld på junior-SM 2018 i samtliga K1-lopp (200, 500, 1000 och 5000 meter). Kernen slutade på 14:e plats på K1 500 meter vid U23-EM 2019.
På SM 2020 tog Kernen två guld (K1 500 meter och K2 1000 meter tillsammans med Anton Andersson), ett silver på K1 1000 meter samt två brons på K1 5000 meter och K2 200 meter.
Kernen tog tillsammans med Martin Nathell guld i K–2 1000 meter vid VM i Köpenhamn 2021. Det var Sveriges första VM-guld i kanot sedan 2013 då Petter Menning vann i K1 200 meter.